# Canis lupus dingo
Il dingo (Canis lupus dingo; al plurale dinghi o invariato) è un mammifero della famiglia dei canidi, introdotto dall'uomo in Australia. Presumibilmente la sua origine è asiatica. I primi resti fossili in Australia datano al 3500 a.C. e si ritiene di conseguenza che il dingo vi si sia stabilito in epoca precedente arrivando via mare insieme all'uomo. La morfologia del dingo non è cambiata nel corso di questi millenni, a riprova della mancanza di un allevamento selettivo da parte dell'uomo.
Il dingo è strettamente imparentato con il cosiddetto cane canoro della Nuova Guinea: il loro lignaggio, originario dell'arcipelago malese, si staccò dalla linea che evolse poi nel cane domestico. Studi genetici hanno evidenziato che i dinghi dell'Australia settentrionale si staccarono dalla linea evolutiva del dingo del sud-est asiatico e del cane canoro intorno al 6000 a.C. e che queste due linee si divisero circa 500 anni dopo. L'ipotesi dello studio è che si siano verificate due massicce migrazioni di dinghi al tempo in cui la Piattaforma di Sahul che collega Australia e Guinea era facilmente attraversabile grazie al basso livello del mare.
Oltre che in Australia il dingo è presente anche in Thailandia, nel sud-est della Cina, nel Laos, in Malesia, in Indonesia, in Vietnam, in Cambogia, sulle isole di Sumatra e del Borneo, nelle Filippine, in Nuova Guinea e nel nord dell'India.

## Evoluzione e tassonomia
Il dingo è considerato un cane rinselvatichito perché discende da antenati domestici. Il dingo è specie commensale degli aborigeni australiani. Dingo e uomo vivono insieme in stretta associazione ma non dipendono l'uno dall'altro per la sopravvivenza. Entrambi cacciano e riposano insieme. Il dingo è a suo agio in presenza dell'uomo ma può vivere indipendentemente da lui.
Come gli altri cani rinselvatichiti o abbandonati, taluni dinghi sono stati socializzati e poi adottati da famiglie umane, ma la specie non è mai stata oggetto di un allevamento selettivo da parte dell'uomo ed il suo inquadramento quale animale domestico è poco chiaro.

## Ecologia

### Habitat
Il dingo si può trovare nelle foreste, nelle pianure, nelle aree montuose e in quelle rurali dell'Australia occidentale e orientale, ma anche nelle aree desertiche dell'Australia centrale; a seconda della zona in cui vivono vengono denominati “alpini”, “di Capo York”, “del deserto”, “del nord” e “tropicali”. Nelle regioni asiatiche è facile incontrarlo nelle vicinanze dei villaggi dove gli è più facile procurarsi il cibo.

### Dieta

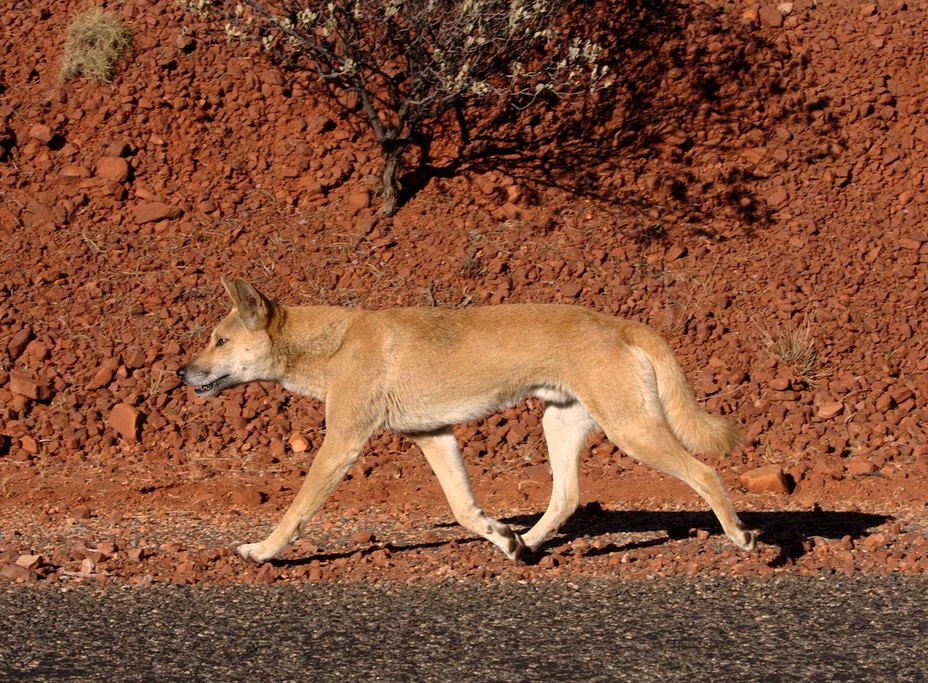
La dieta del dingo dipende in gran parte dal numero di esemplari di un branco: i dinghi solitari o viventi in coppia prediligono le prede piccole (come wallaby, opossum, vombati e altri piccoli marsupiali); invece i branchi (composti mediamente da 3-5 esemplari) si concentrano sugli animali più grossi, come i canguri rossi, gli emù e i canguri grigi orientali e occidentali.

Sono animali carnivori e le loro prede sono principalmente uccelli e rettili, ma non disdegnano anche piccoli canguri, pecore e animali come i conigli introdotti dai coloni europei. In genere cacciano la preda da soli, ma nel caso di grandi prede, come per esempio i canguri, possono cacciare in gruppo. Quando fanno ciò, possono abbattere anche grosse prede come i canguri rossi e grigi adulti.
Nei paesi asiatici, invece, dove vivono nelle vicinanze dei villaggi, i dinghi si nutrono soprattutto degli avanzi dell'uomo (v. cani pariah) e spesso cacciano anche lucertole e topi.

### Avversità

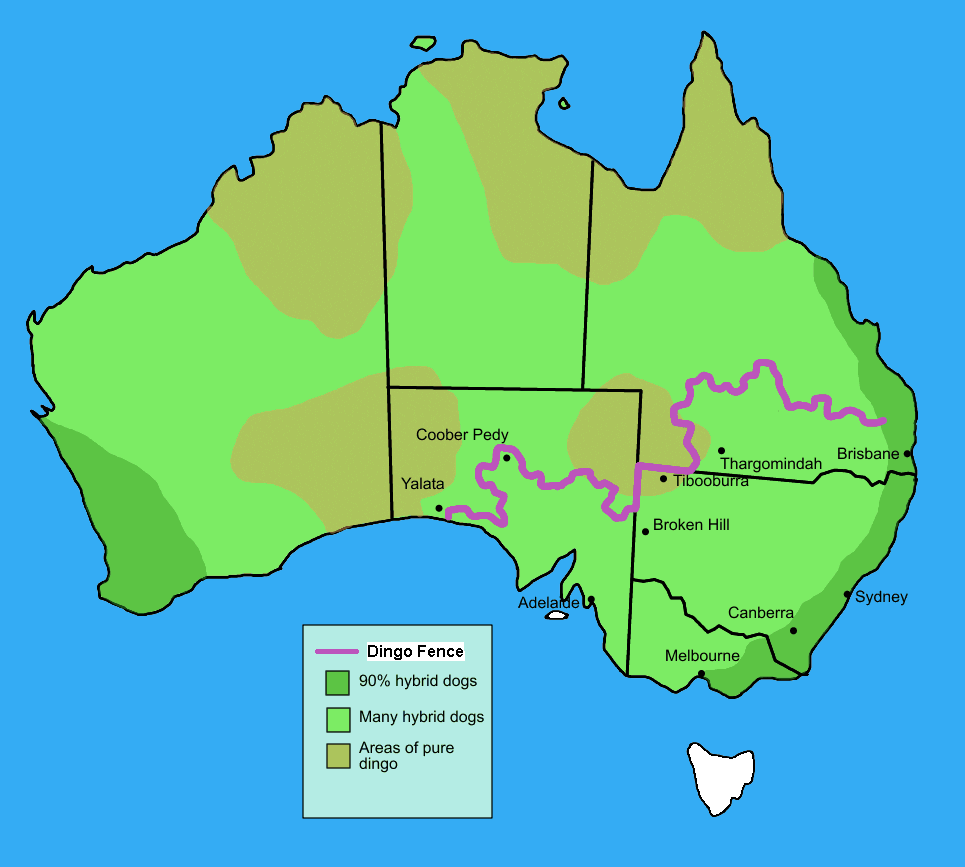
Areale di Canis lupus dingo e dei suoi ibridi in Australia

I nemici naturali del dingo sono l'uomo, il coccodrillo, l'aquila ed altri canidi; spesso i dinghi vengono uccisi da altri dinghi appartenenti ad altri gruppi, durante le dispute territoriali. I piccoli sono spesso preda di grandi uccelli rapaci. Il dingo viene apprezzato dagli australiani perché si ritiene che aiuti a mantenere controllate le popolazioni di piccoli marsupiali e soprattutto quella dei conigli, che rappresentano una vera e propria calamità.

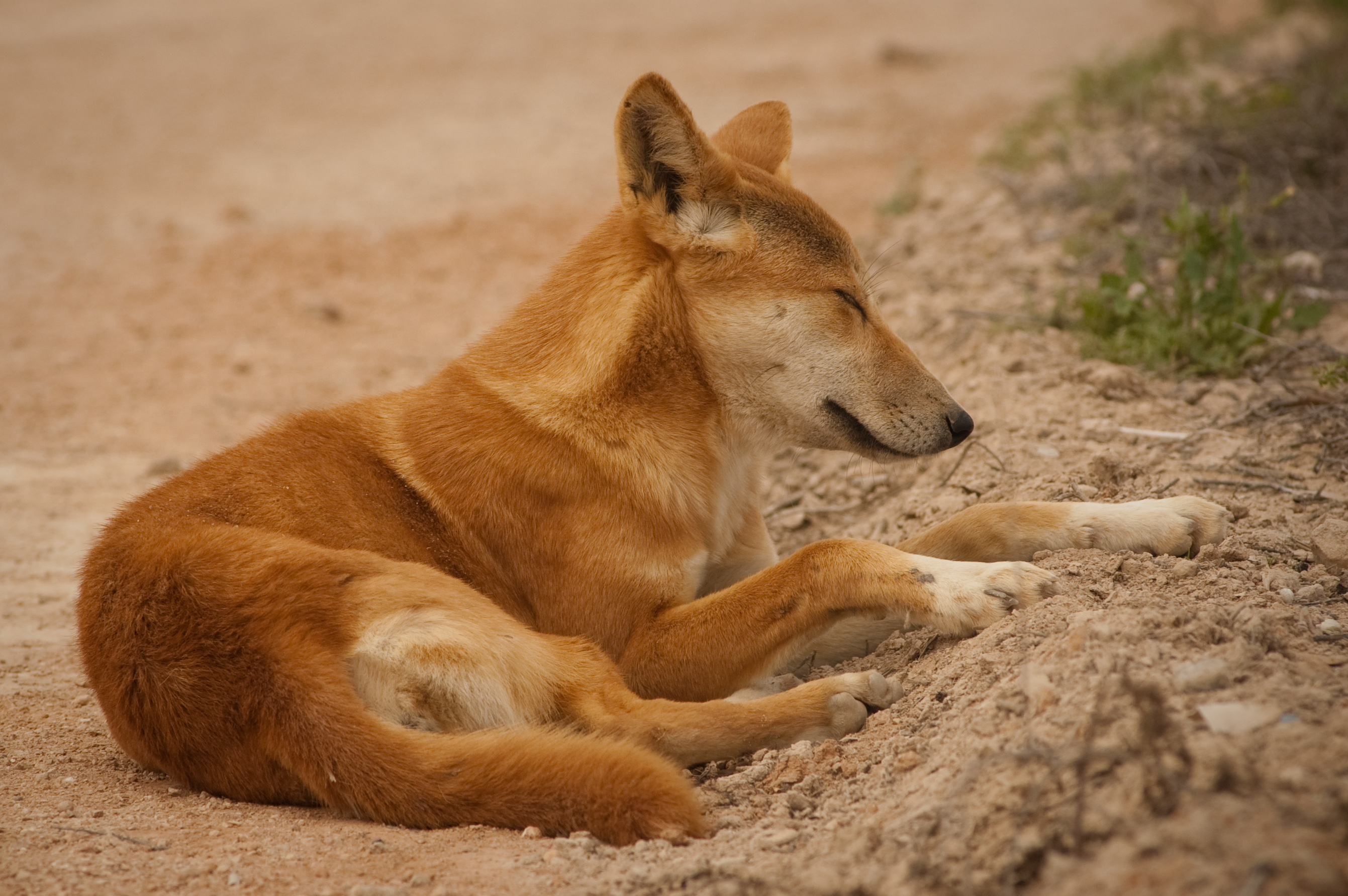
Un dingo in riposo.

Sono però anche il nemico principale per gli allevatori che spendono migliaia di dollari per costruire recinti di protezione per le pecore; comunque il dingo preferisce prede naturali e caccia pecore e capre solo in condizioni di scarsa disponibilità di cibo, tanto che esse rappresentano solo il 4% della loro dieta. In Australia, il dingo è protetto solo nei parchi e nelle riserve naturali; in genere non è considerato un animale a rischio di estinzione. Nei confronti dell'uomo non viene considerato particolarmente pericoloso anche se sono noti diversi casi di aggressione a bambini. Un caso di rapimento ed uccisione di una bambina di soli due mesi (Azaria Chamberlain), avvenuto nel 1980 presso l'Uluṟu, dette origine a un grave errore giudiziario.

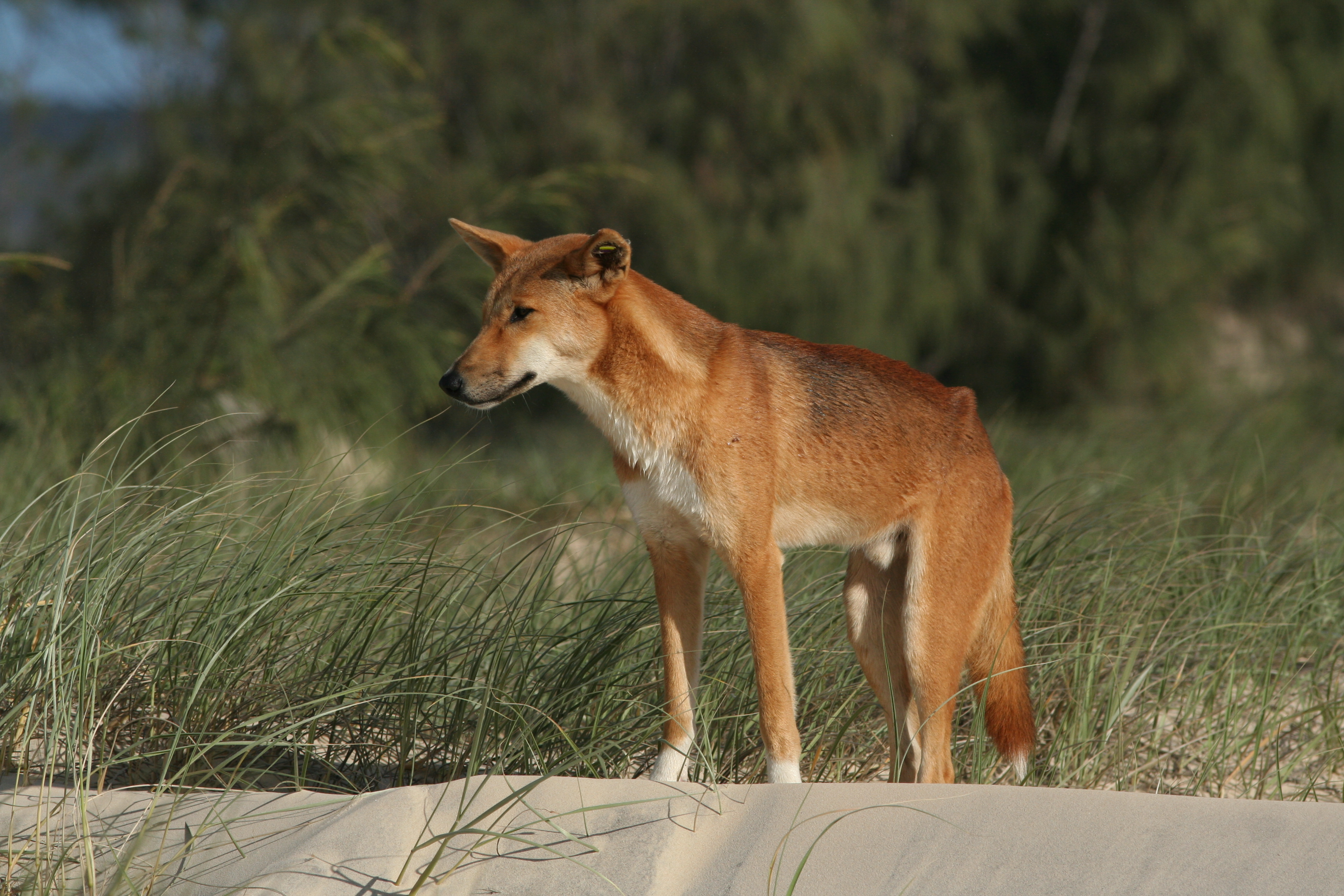
Un dingo sull'isola di Fraser.

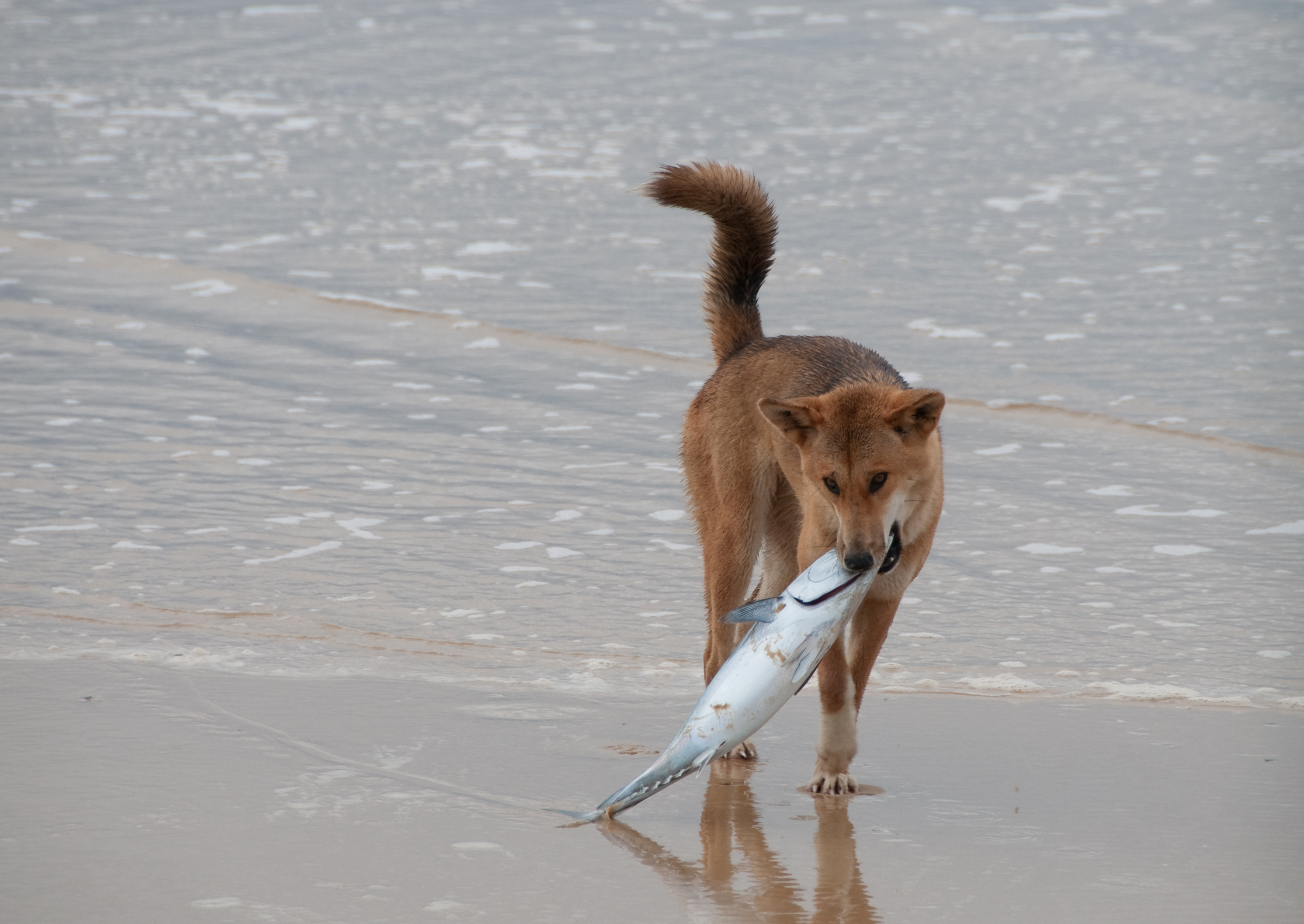
Un altro dingo dell'isola di Fraser, mentre trasporta la carcassa di un pesce trovato sulla spiaggia.

Il vero problema è quello dell'ibridazione con il cane domestico ed in questo senso la protezione è attuata solo allo scopo di mantenere la razza più pura possibile. Una popolazione di dinghi molto pura vive nell'Isola di Fraser, al largo della costa orientale dell'Australia, e per questo motivo nell'isola non è consentito l'accesso ai cani. In Asia il dingo è apprezzato anche come carne e viene regolarmente venduto e consumato. Il dingo può vivere fino a 10 anni in natura ed oltre 13 in cattività.

## Comportamento
Il dingo viene anche denominato “cane muto”, poiché non abbaia, ma ulula.
Esiste dimorfismo sessuale in questa specie, con il maschio adulto che può raggiungere una lunghezza di quasi un metro e un peso di quasi 20 kg; la femmina può invece essere lunga fino a 88 cm e avere un peso di quasi 10 kg. Il dingo asiatico ha dimensioni minori rispetto a quello australiano, a causa anche di una dieta più povera. Il dingo è in grado raggiungere i 40 km/h nella corsa.

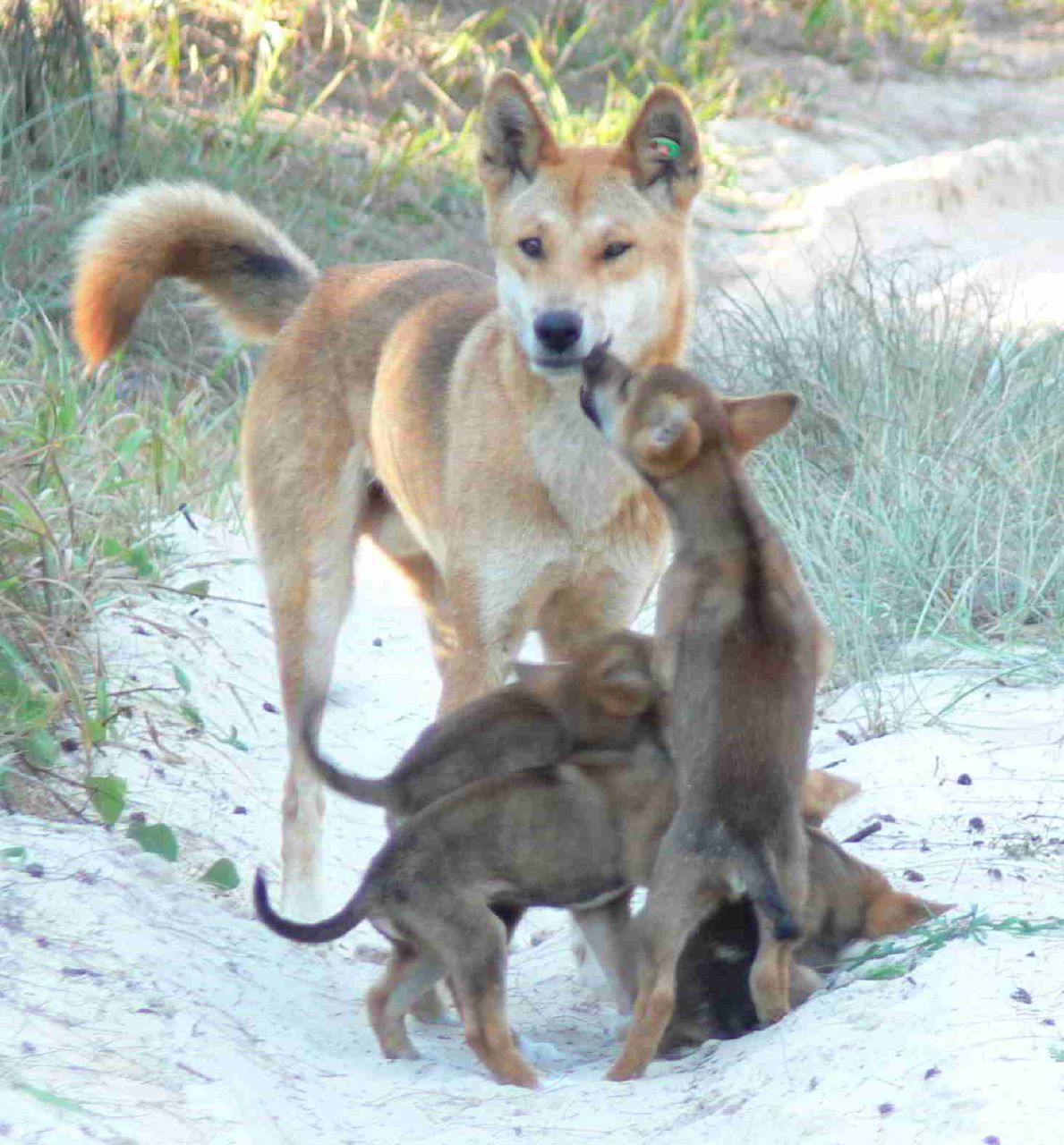
Un dingo con i suoi cuccioli.

Il colore del pelo è arancione chiaro, con macchie bianche sul petto; non è raro però che alcuni individui si presentino con pelo più scuro o addirittura nero. Esiste una certa socialità nei dinghi, anche se molto spesso, soprattutto i maschi giovani, tendono a condurre una vita solitaria. In genere i gruppi sono stabili e composti da 3-12 individui; all’interno del branco esiste una coppia dominante che tende ad essere monogama. Gli altri membri del gruppo hanno il compito di curare i piccoli della coppia dominante. Questi canidi producono, generalmente, una cucciolata all'anno. La stagione riproduttiva dipende dalla latitudine e dalle condizioni stagionali: in Australia avviene tra marzo e aprile, nelle regioni asiatiche tra agosto e settembre. Il periodo di gestazione è di 63 giorni e una cucciolata può arrivare fino a 10 piccoli, sebbene in media siano 5 o 6. Esistono cure parentali da parte soprattutto della madre che, dopo averli allattati, continua a nutrire i suoi piccoli con cibo rigurgitato. La completa indipendenza avviene intorno ai 3-4 mesi di età, anche se continuano a rimanere con la madre per un certo periodo di durata variabile. Raggiungono la maturità sessuale a 22 mesi dalla nascita.